# 瓜达拉哈拉新村
阿尔德亚努埃瓦德瓜达拉哈拉，是西班牙卡斯蒂利亚-拉曼恰瓜达拉哈拉省的一个市镇。总面积16平方公里，总人口108人（2001年），人口密度7人/平方公里。